# 华亭镇 (宿松县)
华亭镇，是中华人民共和国安徽省安庆市宿松县下辖的一个乡镇级行政单位。2022年5月18日，宿松县破凉镇获安徽省民政厅批准更名为华亭镇。

## 行政区划
华亭镇下辖以下地区：
破凉社区、黄大村、车河村、花凉村、永丰村、五谷村、先觉村、新耕村、对桥村和雪镇村。